# Falsoropicoides laosensis
Falsoropicoides laosensis là một loài bọ cánh cứng trong họ Cerambycidae.